# Zbór Kościoła Ewangelicznych Chrześcijan w Siedlcach
Zbór Kościoła Ewangelicznych Chrześcijan w Siedlcach – ewangeliczna wspólnota chrześcijańska mająca siedzibę w Siedlcach, przy ulicy Warszawskiej 31.

## Charakterystyka
Zbór w Siedlcach jest częścią Kościoła Ewangelicznych Chrześcijan, należącego do rodziny wolnych kościołów protestanckich.

## Historia
Założycielem zboru jest misjonarz Ben Layer, absolwent Northland Baptist Bible College. Zbór rozpoczął swoją działalność w 2004 r., początkowo pod szyldem Chrześcijański Kościół Baptystyczny. Był zborem niezależnym, niezwiązanym formalnie z Kościołem Chrześcijan Baptystów w RP. Pod koniec 2011 r. zbór połączył się z Kościołem Chrześcijan Ewangelicznych i jest jego częścią do chwili obecnej.
W 2016 obowiązki pastora objął Adam Urban, absolwent teologii na Edinburgh Bible College.

## Działalność
Nabożeństwa odbywają się w każdą niedzielę o godzinie 10.30. Charakteryzują się one prostą formą i składają się z kazań opartych na Biblii oraz wspólnego śpiewu i modlitwy. W czasie niedzielnych nabożeństw odbywają się zajęcia Szkoły Niedzielnej dla dzieci.
W grudniu 2012 siedlecki zbór utworzył w Łukowie stację misyjną "Ewangeliczni Łuków", w której regularnie odbywają się niedzielne nabożeństwa o godzinie 17:00 przy ulicy Wyszyńskiego 25.
W roku 2020 zbór skupił swoje działania w Internecie powołując do życia agendę zboru Ewangelia w Centrum. Agenda ma za zadanie realizować cele statusowe kościoła poprzez regularne publikowanie materiałów pomocnych w służbie pastorów, nauczycieli i w życiu wierzących.